# Gaspare Campari

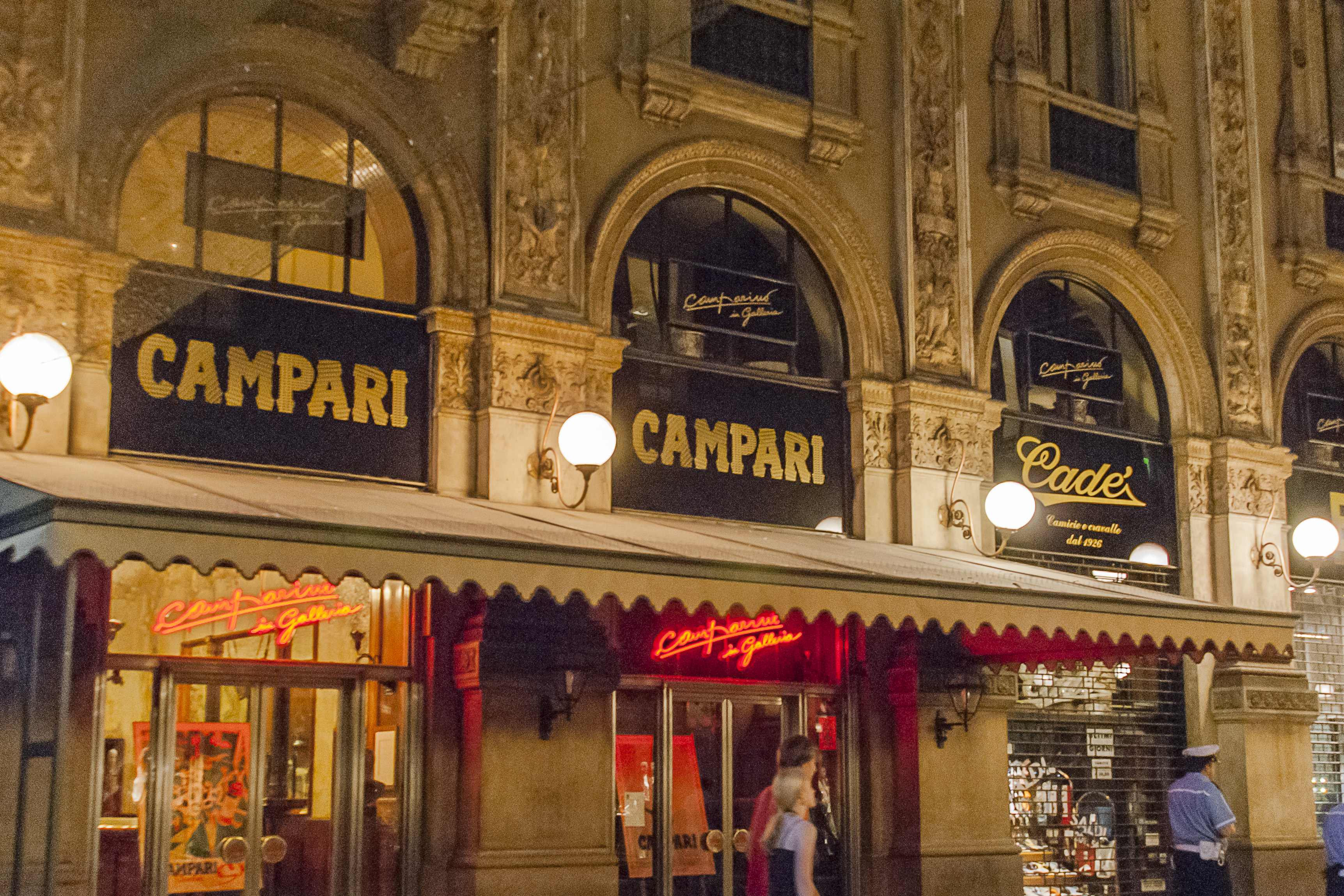
Camparino in der Galleria Vittorio Emanuele II

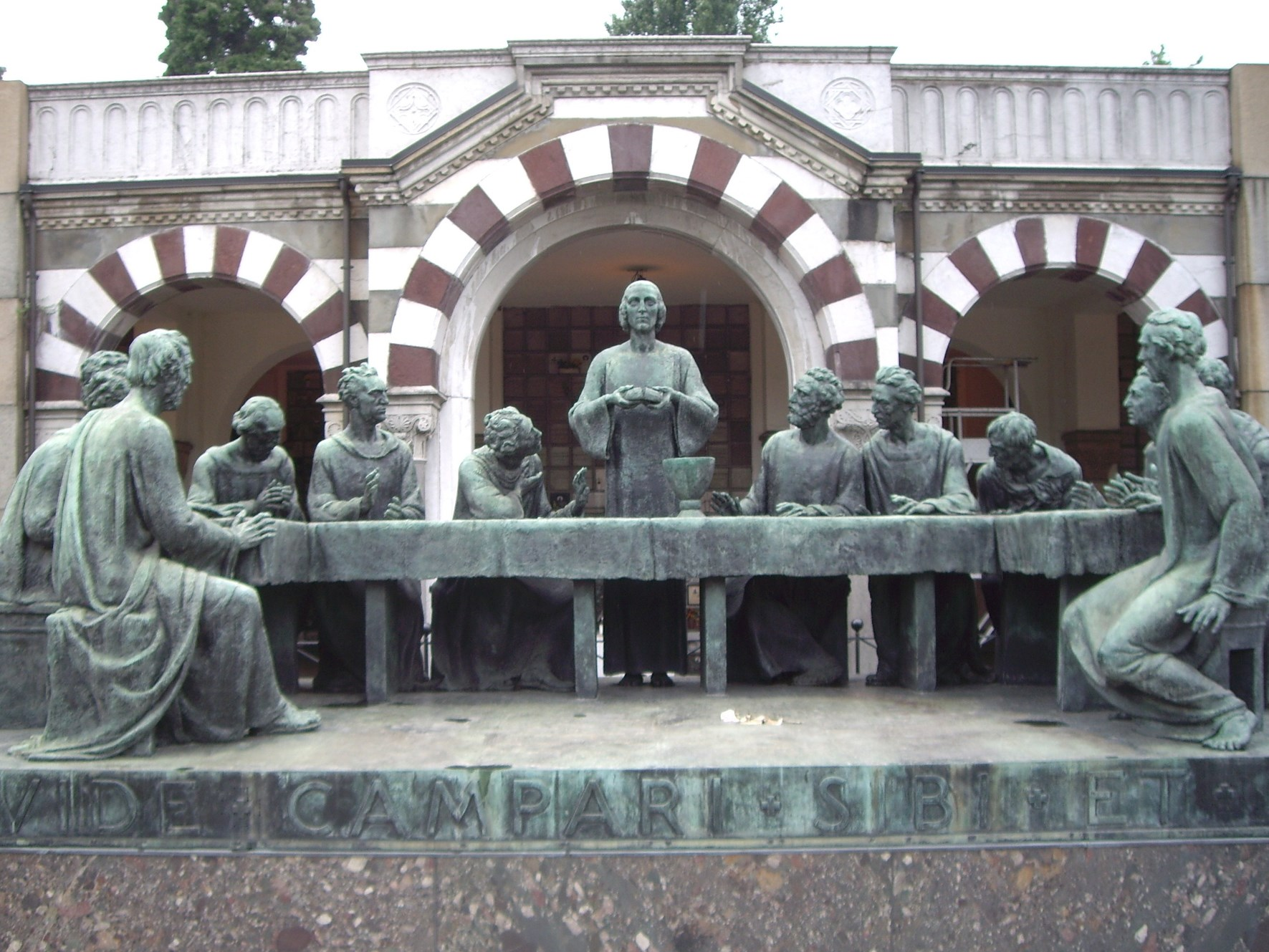
Campari Grabstätte auf dem Cimitero Monumentale Mailand

Gaspare Campari (* 27. April 1828 in Cassolnovo, Königreich Lombardo-Venetien; † 14. Dezember 1882 in Mailand, Italien) war ein italienischer Unternehmer. Er entwickelte den bekannten Bitterlikör Campari und gilt als Gründer des Spirituosenkonzerns Davide Campari, Milano, S.p.A. (heutige Firma, auch „Campari-Gruppe“).
Campari stammt angeblich aus einer bäuerlichen Familie und war das jüngste von zwölf Kindern. Während sein ältester Bruder Davide eine medizinische Ausbildung erhielt und schließlich zum Promedico aufstieg, verschlug es Gaspare im Alter von 14 Jahren auf der Suche nach Arbeit nach Turin. Er begann eine Ausbildung in dem seinerzeit bekannten Spirituosengeschäft und Caffè (Bar) Bassa, wurde Gehilfe des Barkeepers und lernte, wie man Liköre und Aperitifs mischte. Später zog er nach Novara, wo er sich 1860 mit einem eigenen Geschäft selbständig machte und unter anderem Liköre und andere Getränke verkaufte. Offenbar mit Erfolg, denn das Geschäft wurde bereits 1861 in einem Stadtführer erwähnt. Das Jahr 1860 gilt auch als Gründungsjahr des heutigen Spirituosenkonzerns Davide Campari, Milano, S.p.A. bzw. der Gruppo Campari („Campari-Gruppe“). 1862 heiratete Gaspare Campari seine zweite Ehefrau Letizia Galli und zog mit ihr im selben Jahr in ihre Heimatstadt Mailand. Er übernahm dort das gegenüber dem Mailänder Dom gelegene Caffè Amicizia im Palazzo Coperto dei Figini auf der Piazza del Duomo. Nachdem der Palazzo 1864 abgerissen wurde, bezog Campari an der Ecke des 1867 an gleicher Stelle eröffneten Einkaufszentrums, der Galleria Vittorio Emanuele II, sein Caffè Campari. Noch heute gibt es dort eine Bar namens Camparino.
In Mailand begann auch die Produktion seines bekannten Bitterlikörs. Zunächst noch als Bitter all’uso d’Olanda („Bitter nach holländischer Art“) bezeichnet, bürgerte sich bei seinen Kunden bald der Name Bitter Campari ein. Der intensiv rote, bittersüße Likör wird, wenn auch mit diversen Anpassungen der Rezeptur, noch heute weltweit verkauft.
Gaspare Campari war zweimal verheiratet. Mit seiner zweiten Ehefrau Letizia hatte er fünf Kinder (Giuseppe, Antonietta, Eva, Davide und Guido), von denen Davide und Guido in die gemeinsame Firma eintraten und sie nach seinem Tod 1882 als Gaspare Campari. Fratelli Campari successori („Gaspare Campari. Gebrüder Campari Nachfolger“) fortführten, während sein ältester Sohn Giuseppe Schriftsteller wurde.